# Великий Ключев
Вели́кий Ключе́в (укр. Великий Ключів) — село в Нижневербижской сельской общине Коломыйского района Ивано-Франковской области Украины.
Население по переписи 2001 года составляло 3417 человек. Занимает площадь 29.06 км². Почтовый индекс — 78276. Телефонный код — 03433.